# Secuestradores del Cabo

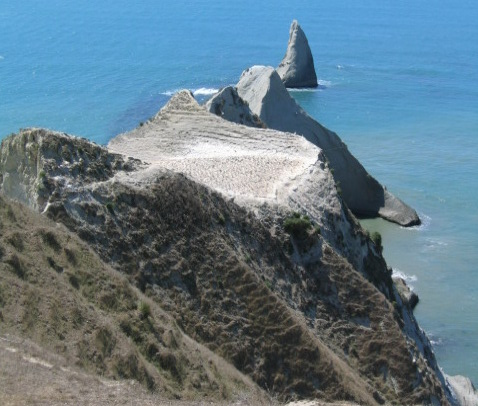
Secuestradores del Cabo

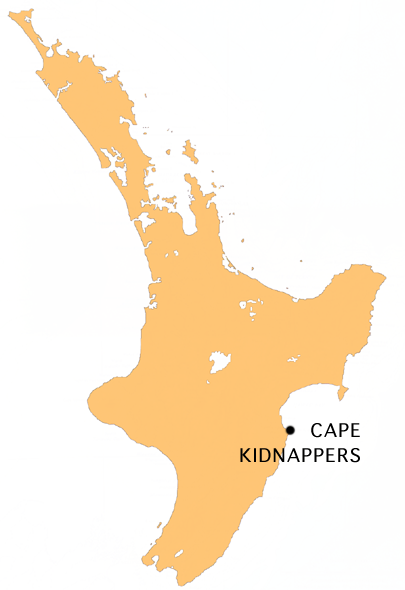
Mapa de ubicación

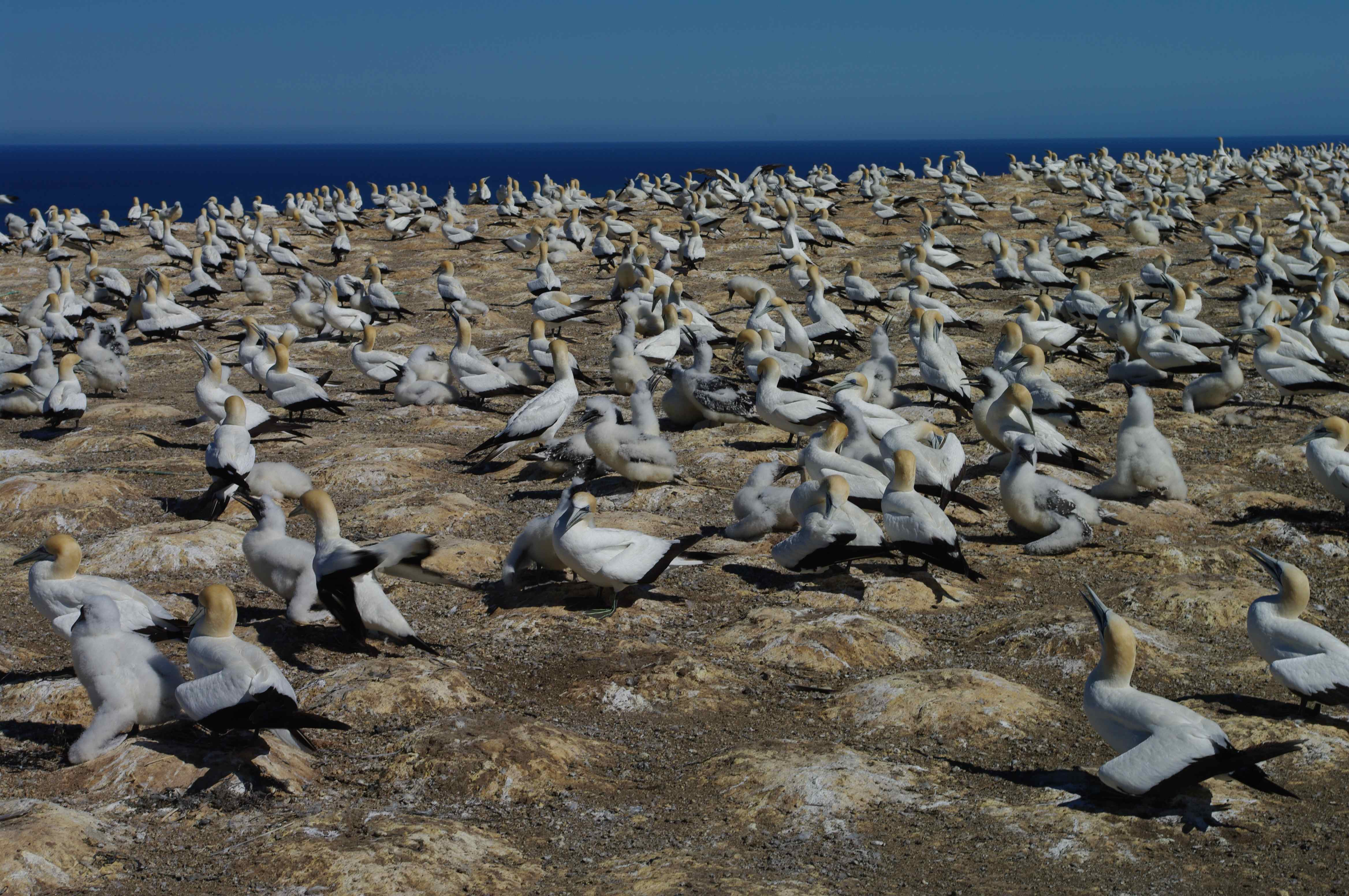
La colonia de alcatraces de Secuestradores del Cabo

Secuestradores del Cabo / Te Kauwae-a-Māui, comúnmente conocido como Cabo de Secuestradores, es un promontorio situado en el extremo sureste de la Bahía de Hawke, en la costa este de la Isla Norte de Nueva Zelanda, y se encuentra al final de una península de 8 kilómetros que sobresale en el Océano Pacífico. Está a 20 kilómetros al sureste de la ciudad de Napier. El acceso al Cabo por carretera pasa por Clifton, que es el punto de partida de muchos turistas. El campo de golf Secuestradores del Cabo se encuentra entre el cabo y la cercana comunidad costera de Te Awanga.

## Historia
El nombre del promontorio se debe a un intento de los maoríes locales de secuestrar a un miembro de la tripulación del capitán Cook a bordo del HMS Endeavour, durante una escala en el lugar el 15 de octubre de 1769. El miembro de la tripulación era Taiata, el sobrino o sirviente de 12 años de Tupaia, el arioi tahitiano que servía de intérprete y guía del Endeavour. El diario de Cook afirma que Taiata estaba sobre la borda del barco cuando un barco pesquero maorí se acercó al Endeavour ofreciéndole comerciar con pescado, antes de apoderarse del niño e intentar huir con él. Los marineros de la cubierta del Endeavour abrieron inmediatamente fuego contra el pesquero, matando a dos maoríes e hiriendo a un tercero.
Taiata saltó rápidamente por la borda y nadó de vuelta al Endeavour, mientras que los maoríes restantes remaron su embarcación de vuelta a la orilla. Se disparó un cañón de 4 libras desde el puente de mando del Endeavour, pero la embarcación maorí quedó pronto fuera de su alcance.
Cook describió el cabo como un lugar con escarpados acantilados blancos a ambos lados, con dos grandes rocas que parecían pilas de heno cerca del cabo.
Tras la aprobación de la Ley de Resolución de Reclamaciones Heretaunga Tamatea de 2018, el nombre del promontorio se modificó oficialmente a Secuestradores del Cabo / Te Kauwae-a-Māui. La parte del nombre en maorí se refiere al "anzuelo de Māui".

## Área importante para las aves
El cabo ha sido identificado como Área Importante para las Aves por BirdLife International, ya que es un lugar de cría para más de 3000 parejas de alcatraces australianos.

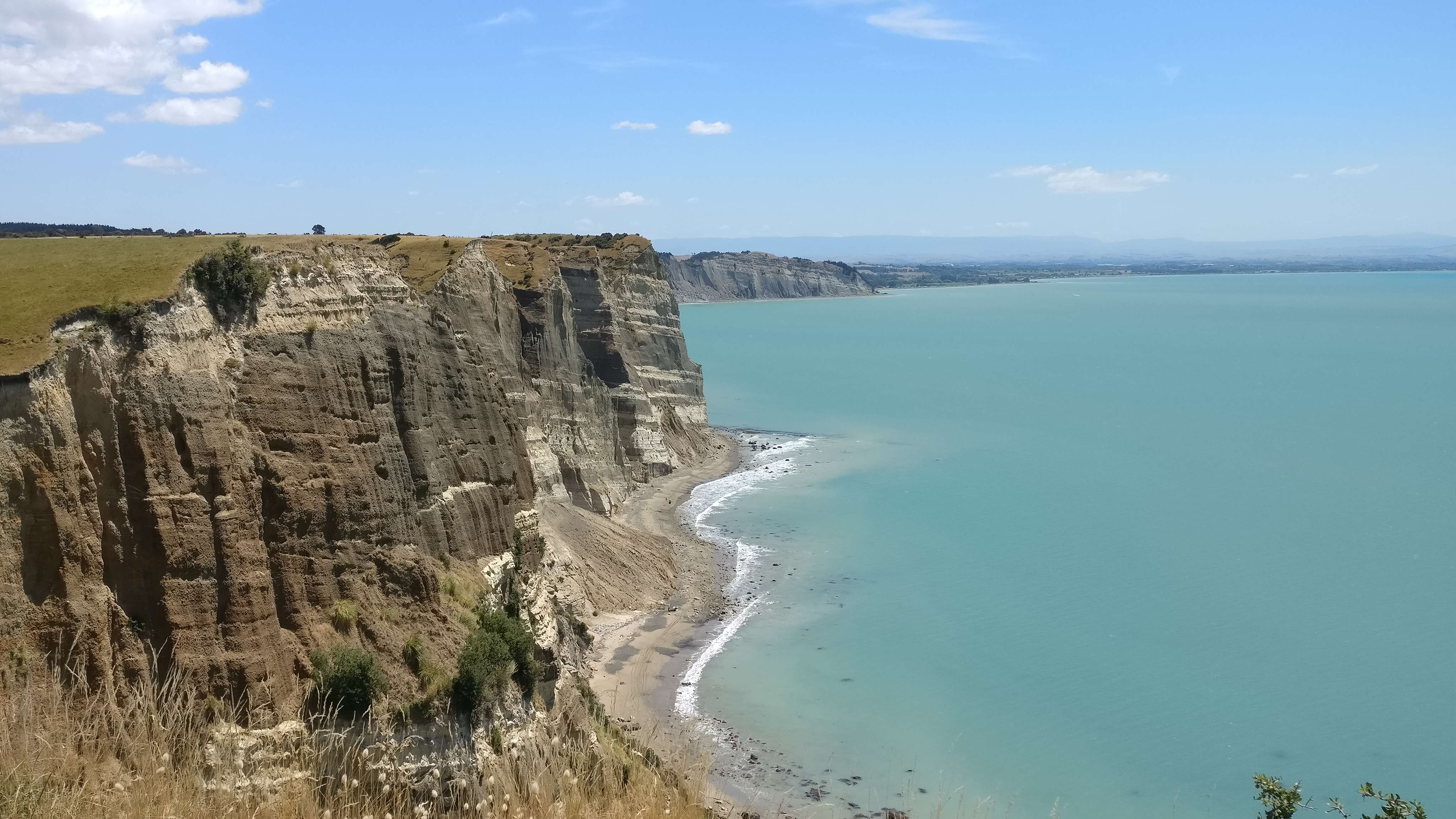
Acantilados mostrando el desprendimiento de 2019
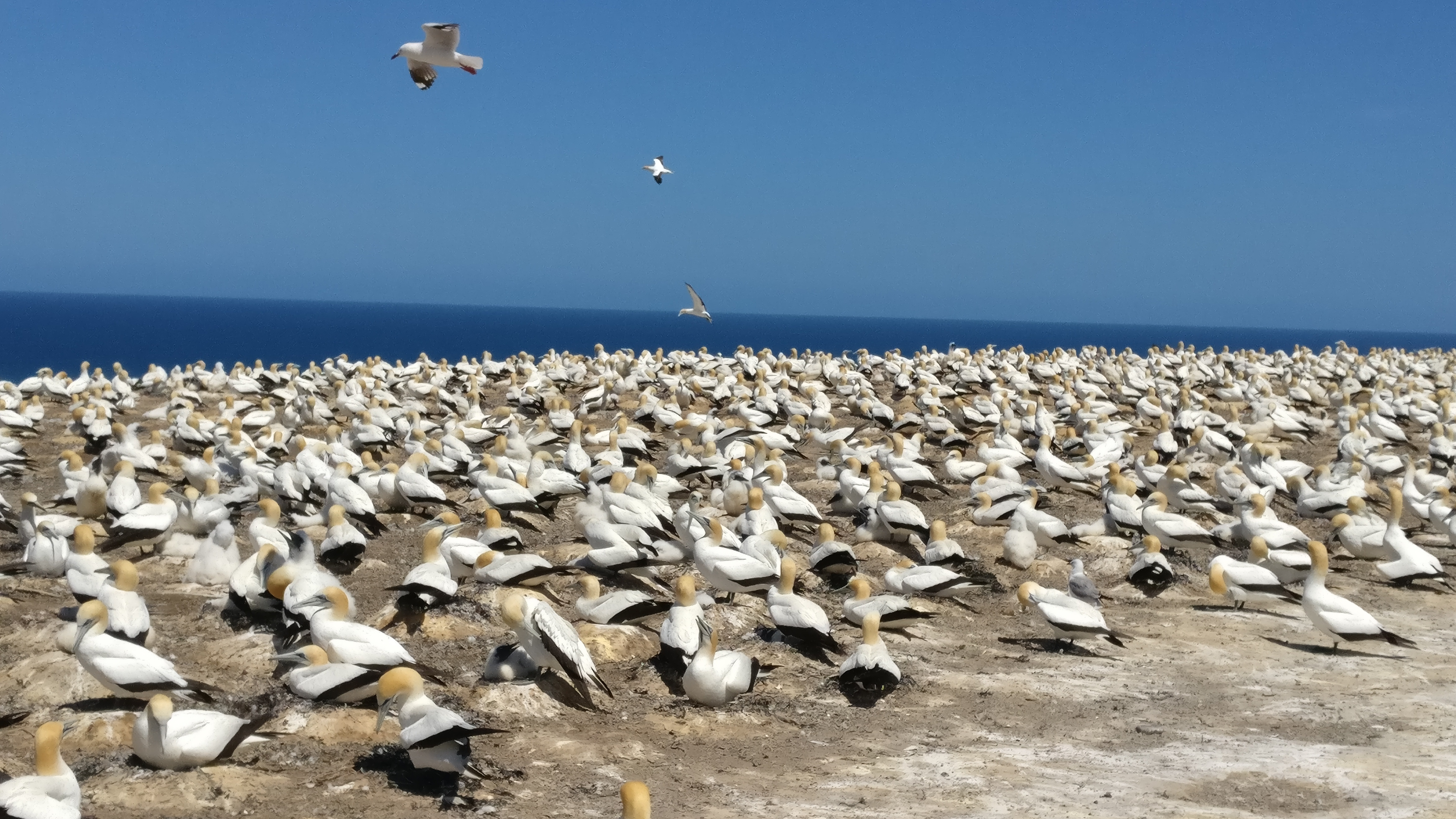
Más de 5000 alcatraces anidan aquí
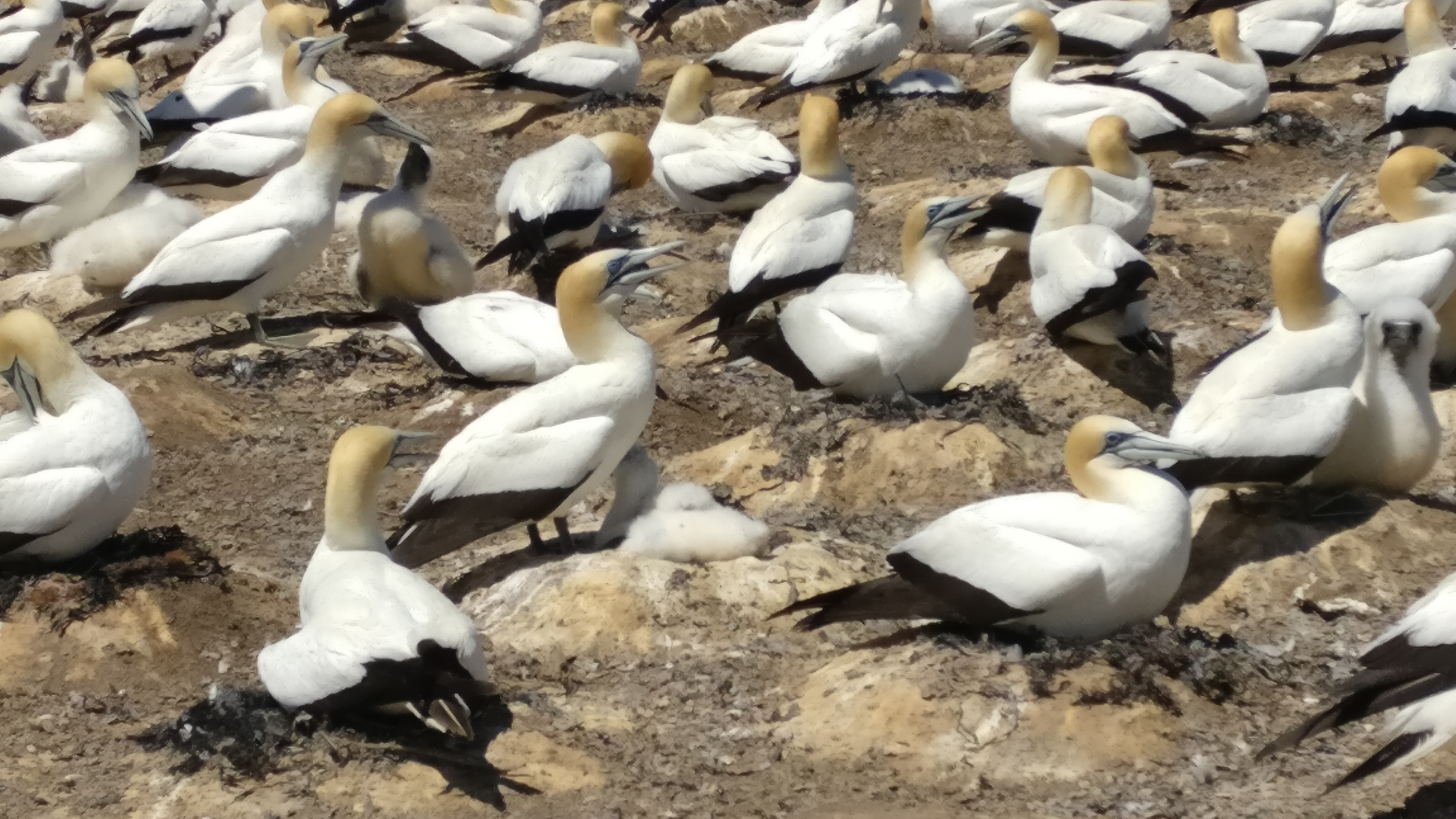
Alcatraces con polluelos
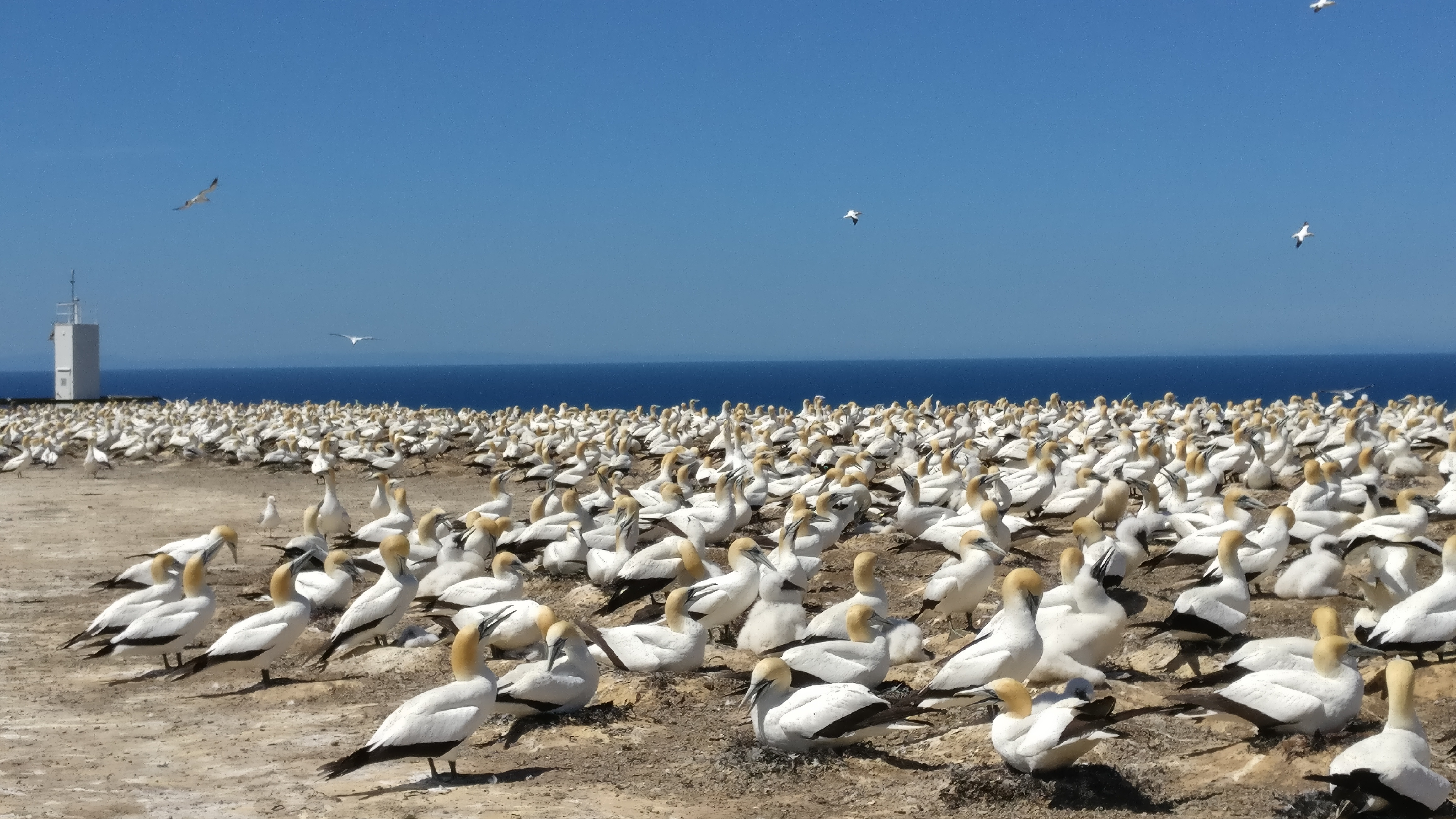
Santuario de alcatraces de Secuestradores del Cabo, Nueva Zelanda
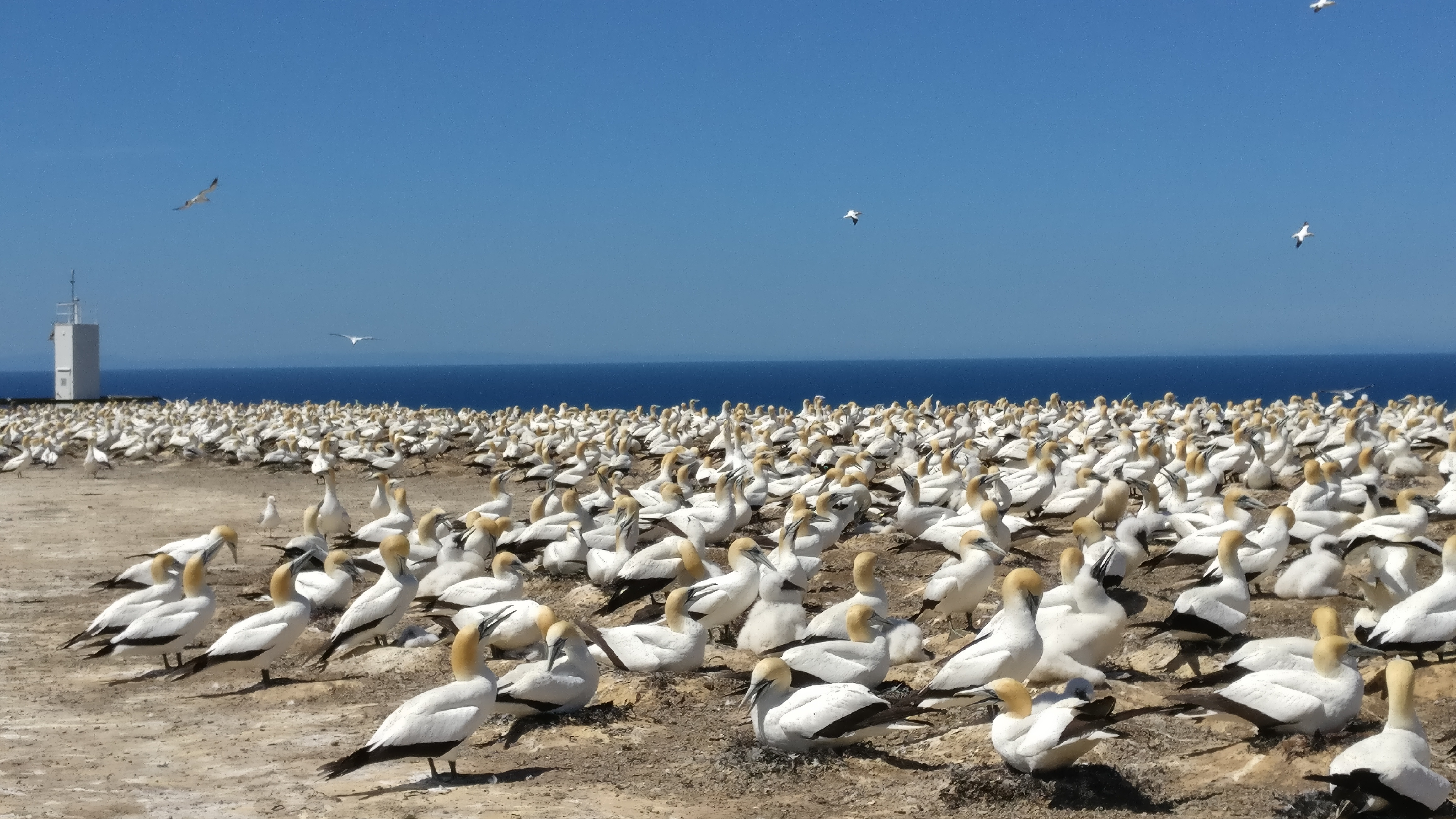
Santuario de alcatraces Bahía de Hawke